# 普羅維登斯蒸汽壓路機 (NFL)

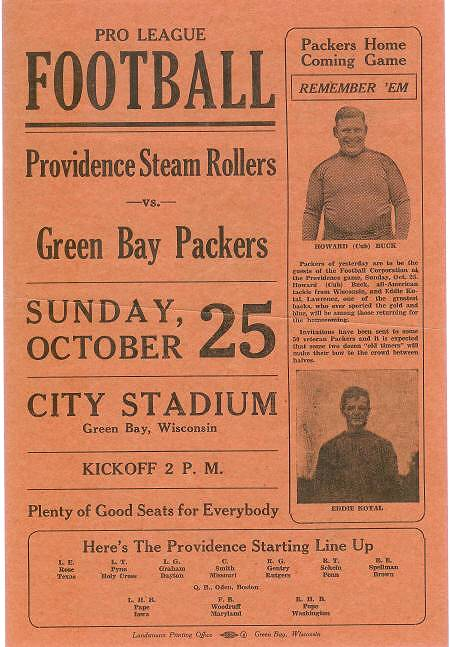
比賽節目 - 1931 年 10 月 25 日，普羅維登斯蒸汽壓路機對陣綠灣包裝工（包裝工隊以 48-20 獲勝）

普罗维登斯蒸汽压路机是一只已解散的NFL球队，主场位于罗德岛的普罗维登斯。普罗维登斯蒸汽压路机活跃于1925年至1931年，并在1928年获得NFL冠军，这也让其成为了NFL历史上第一支获得冠军的新英格兰球队。他们也是所有退出NFL的球队中最后一支赢得冠军的球队。球队的主场设在名为骑行空港的自行车赛场。